# Colonne mariale de Třebon
La Colonne de la Mère de Dieu Immaculée de Třeboň est l'œuvre du sculpteur de České Budějovice Leopold Hueber,. Elle est située sur la place principale de TřeboňTřeboň, la place Masaryk, à côté de la fontaine du Jourdain. La colonne est un monument culturel immobilier de la République tchèque.

## Histoire
La colonne mariale a été construite entre 1780 et 1781 selon la volonté des habitants de Třeboň, Alžběta et Jan Pilsová. Son auteur est le sculpteur de České Budějovice Leopold Hueber (également répertorié sous le nom de Leopold Huber, vers 1702-1800). La pierre (calcaire) pour la construction de la colonne a été importée d'Eggenburg, en Autriche,.
La statue de la Vierge Marie fut placée sur la colonne en décembre 1780. La colonne fut cérémonieusement consacrée le 5 juin 1781 par le dernier abbé du monastère de Třeboň, Augustin Mark de Bavorov.
En 1822, la statue fut réparée aux frais de la municipalité. Une autre réparation fut réalisée en 1894 par le sculpteur František Russ de Jindřichohradec,. En 1958, la colonne mariale de Třebon a été déclarée monument culturel immobilier. La rénovation la plus récente a été réalisée entre 2007 et 2008 par les sculpteurs et restaurateurs universitaires Lukáš Hosnedl et Jan Korecký,.

## Description
La colonne est de style baroque avec des éléments classiques. La base de la colonne est un socle triangulaire massif sur lequel sont placées les statues de Saint-Joseph avec l'Enfant Jésus, Elisabeth de Thuringe et Saint Adalbert de Prague.
Une plaque commémorative est murée dans la partie basse de la colonne.
La partie supérieure de la colonne est constituée d'une pyramide à trois pans ornée de sculptures d'anges et surmontée d'un chapiteau corinthien. Sur celui-ci se trouve une statue de la Vierge Marie Immaculée debout sur un globe représentant le monde.

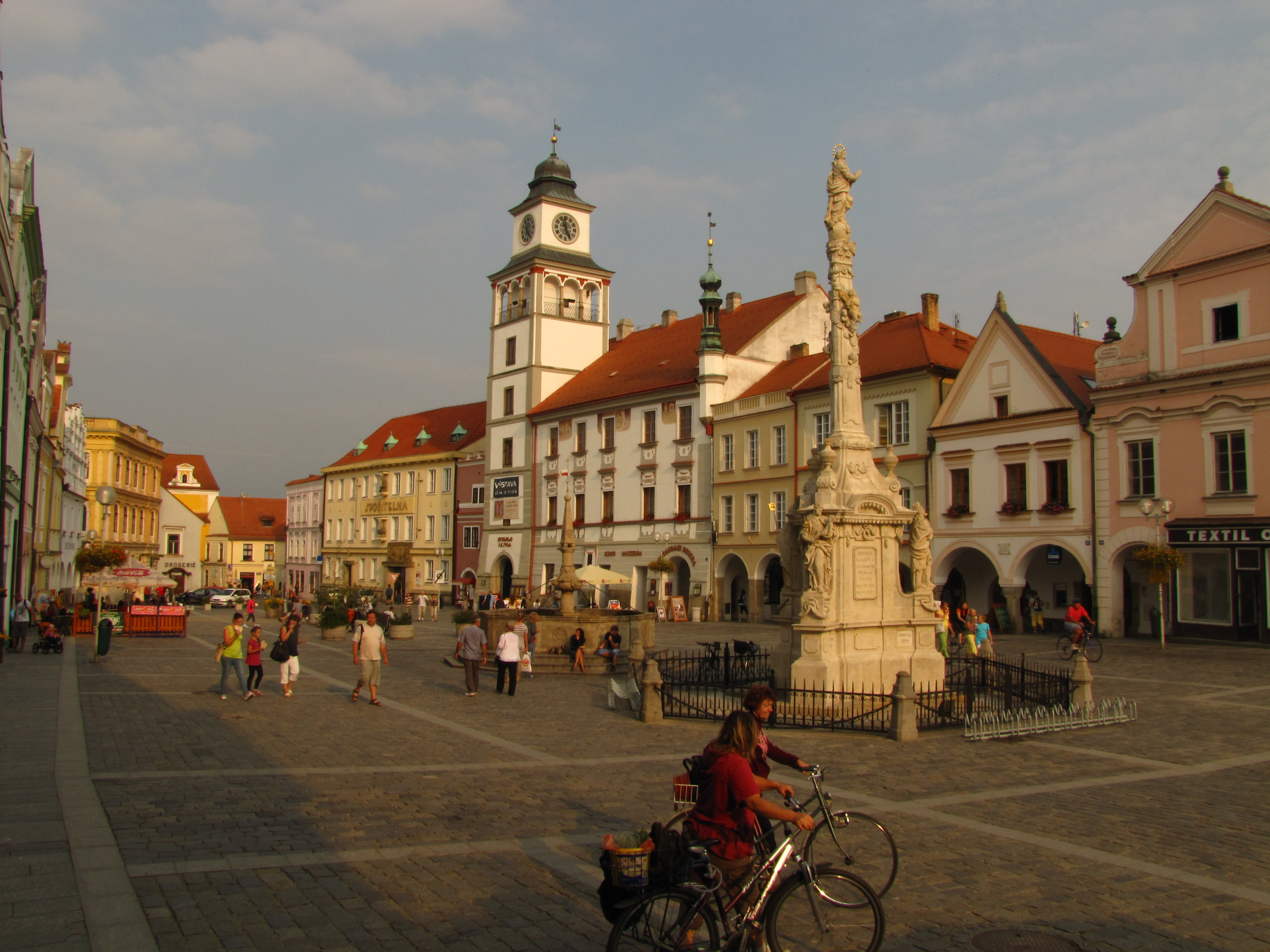
Colonne mariale sur la place de Třebon
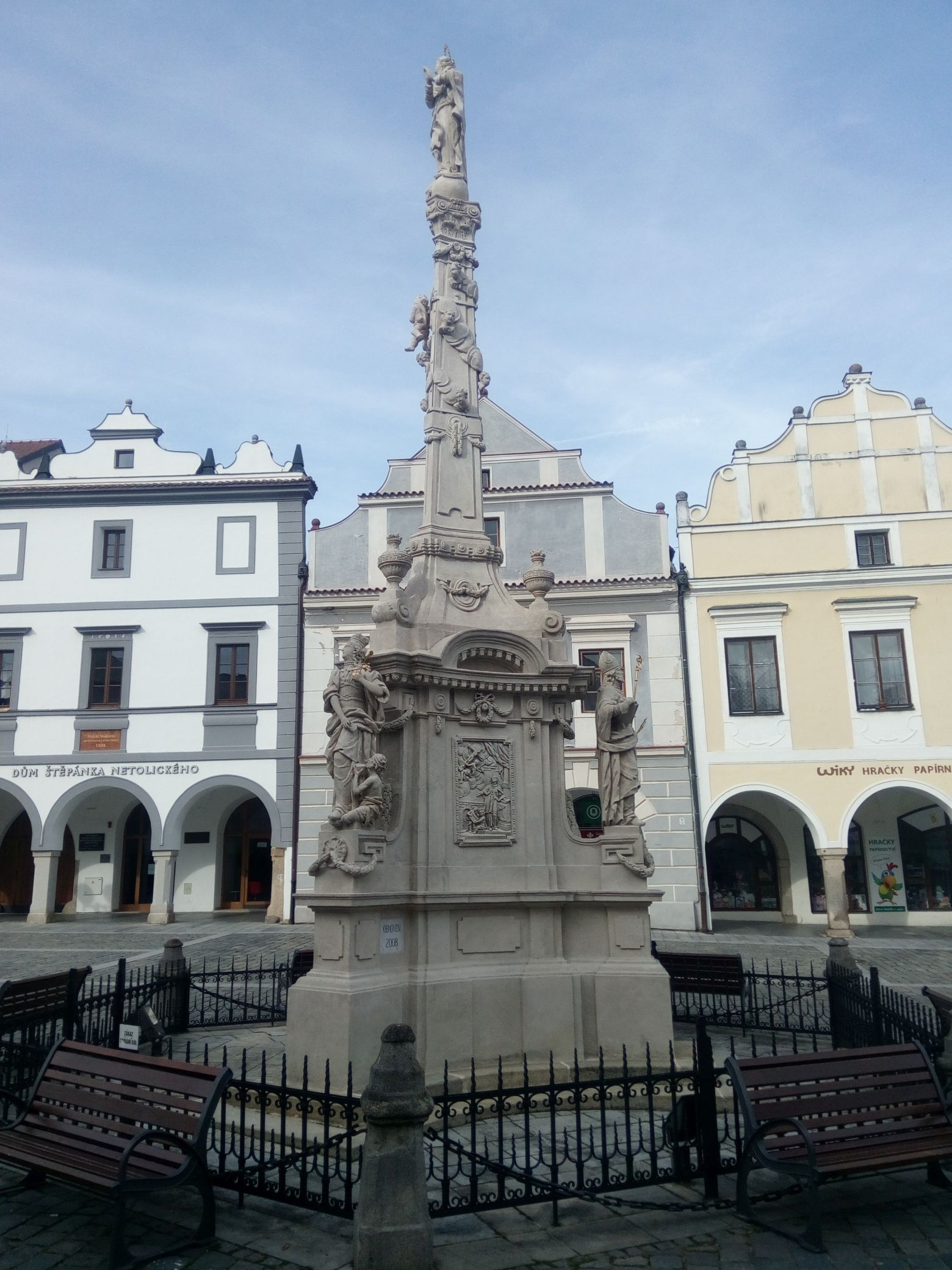
Vue latérale
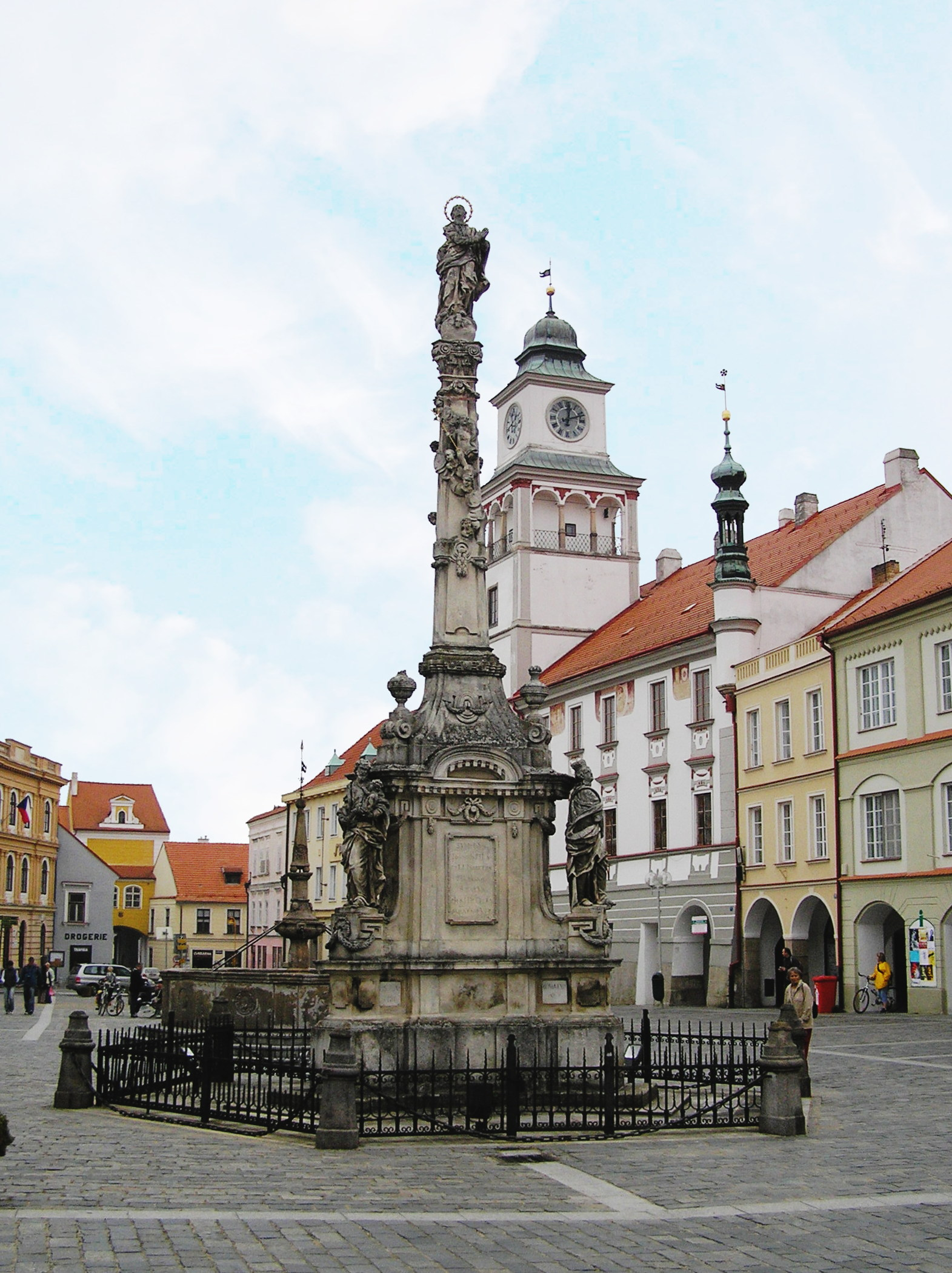
Colonne mariale avant rénovation
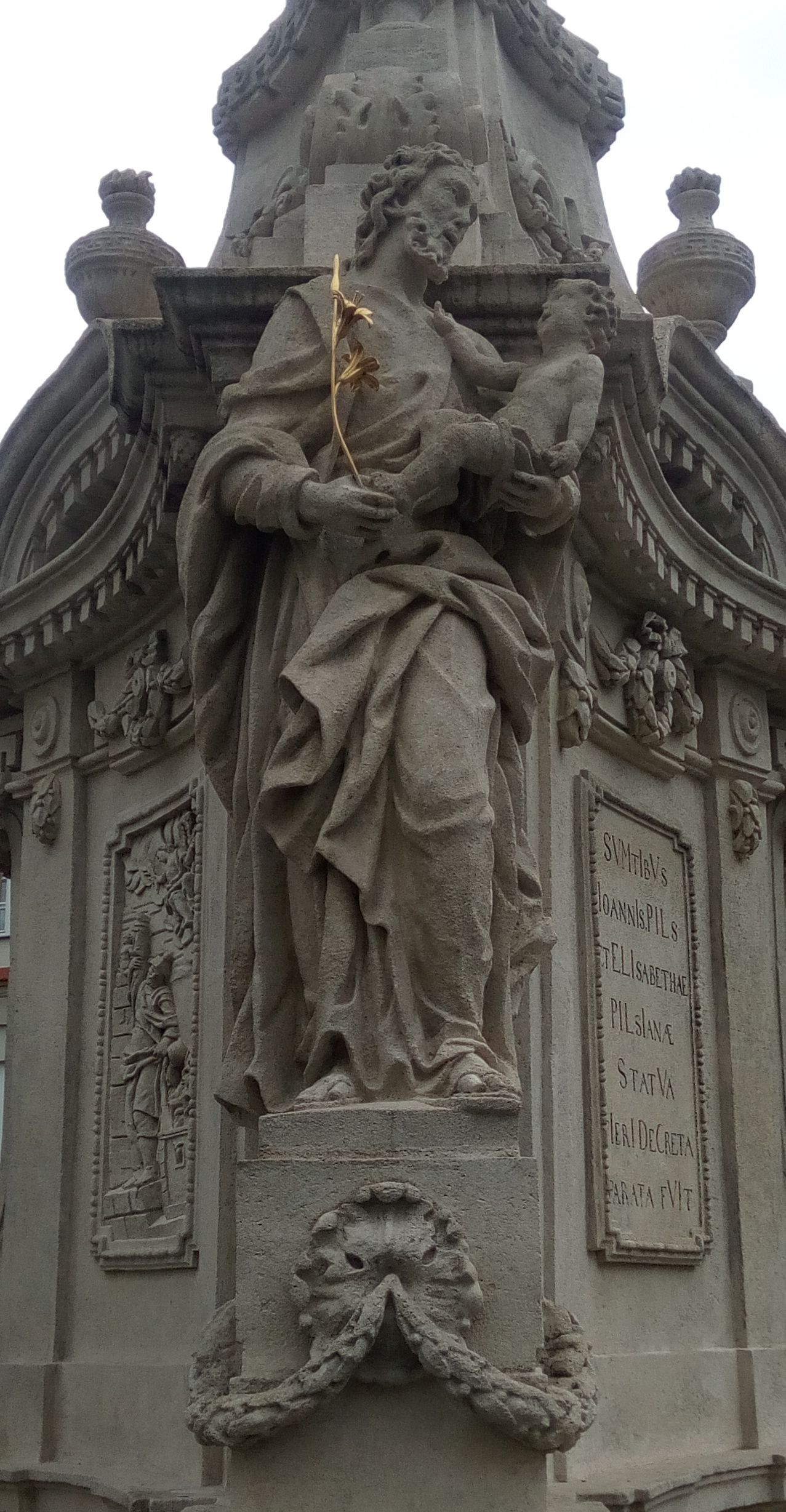
Statue de St. Joseph avec l'Enfant Jésus
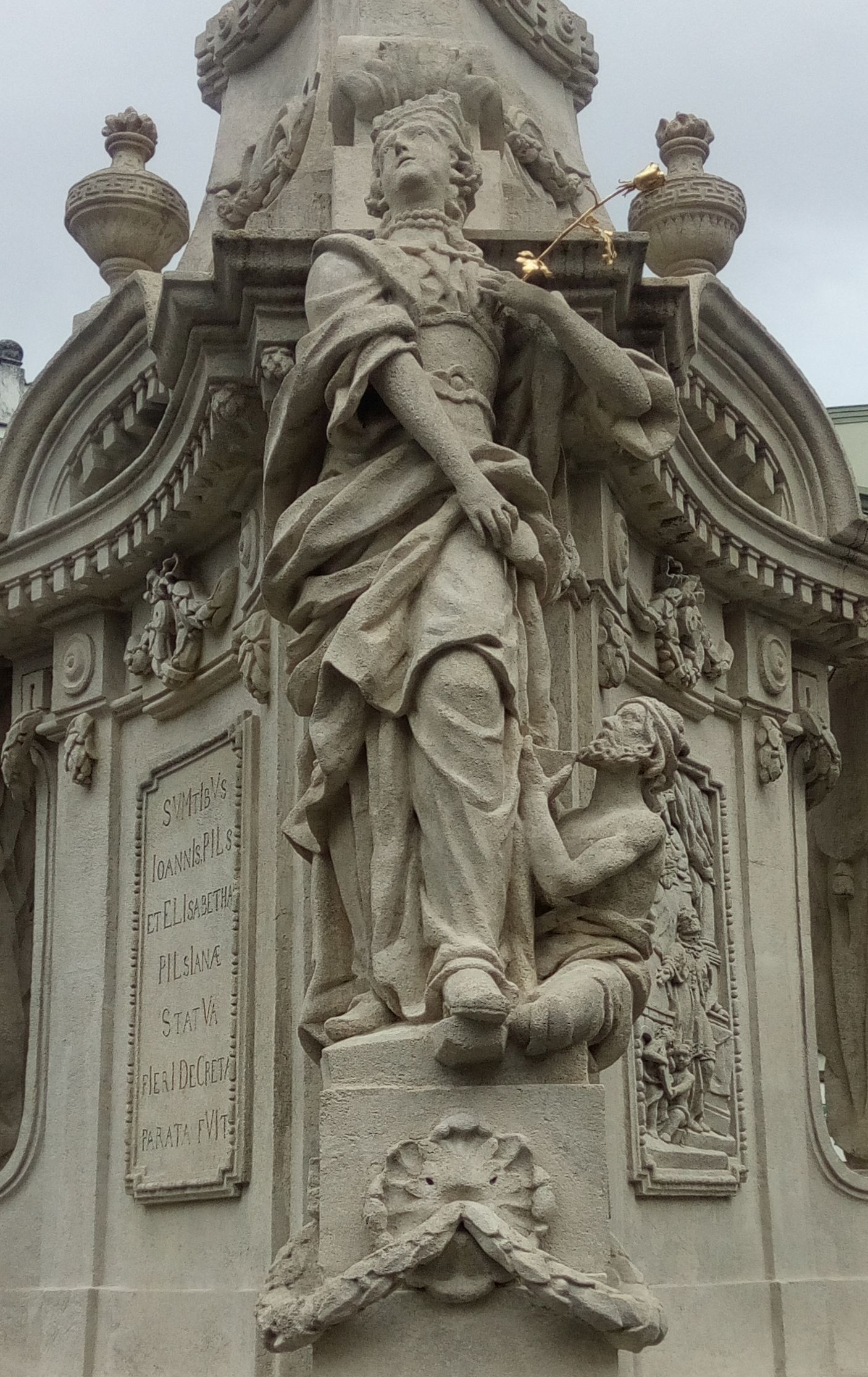
Statue de Sainte Elisabeth de Thuringe avec un mendiant
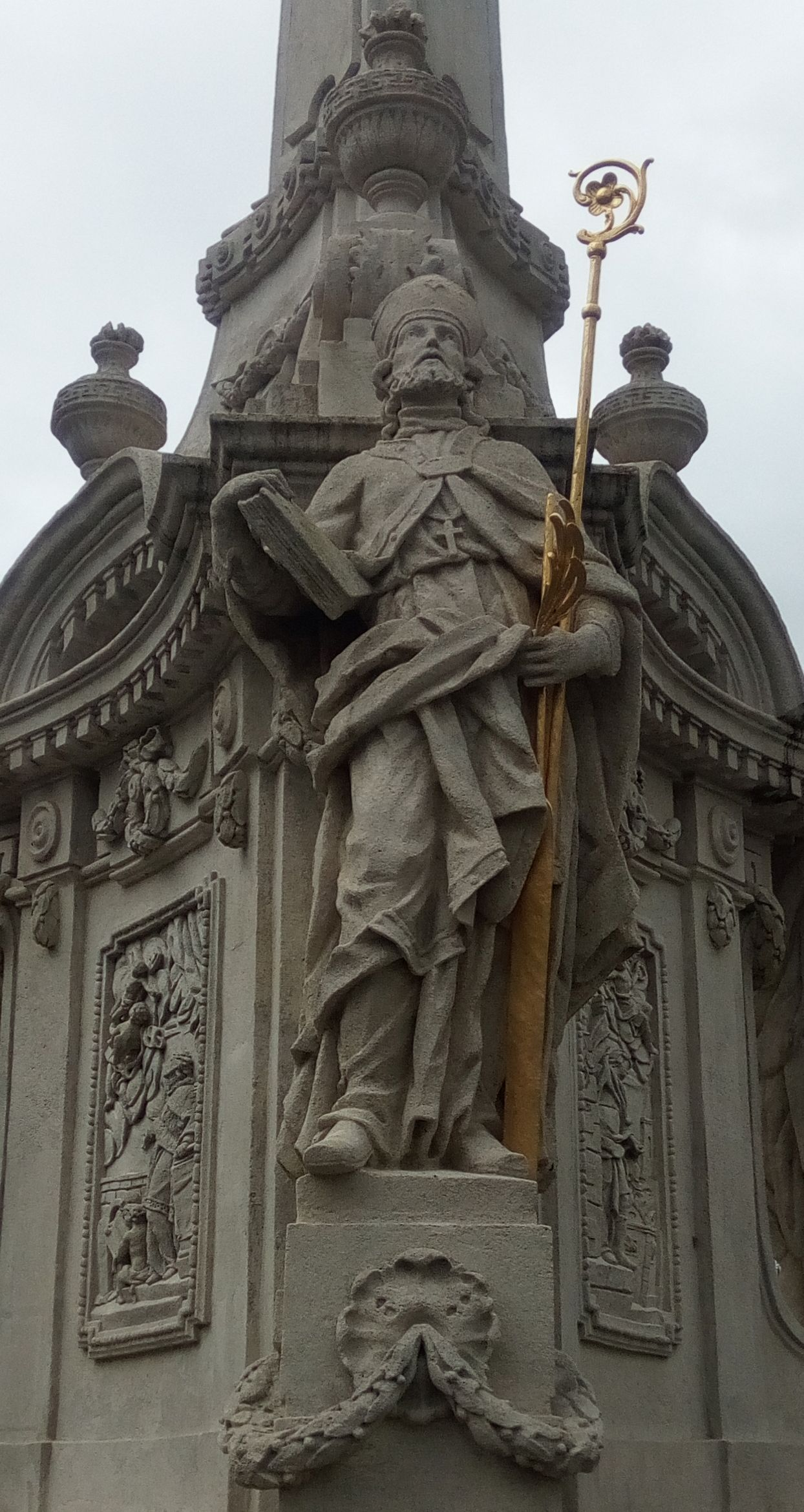
Statue de St Adalbert
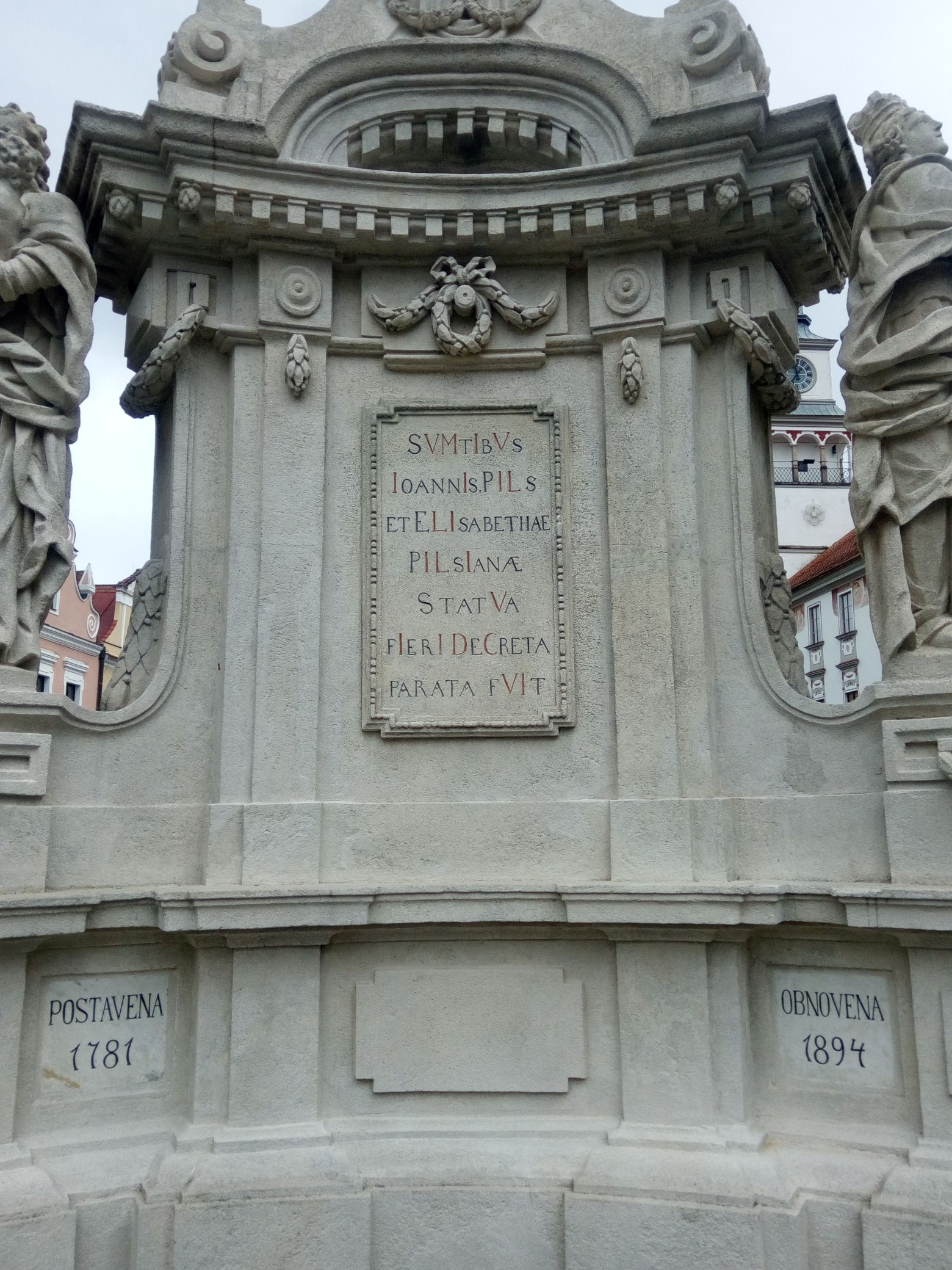
La partie avant de la base avec un chronogramme
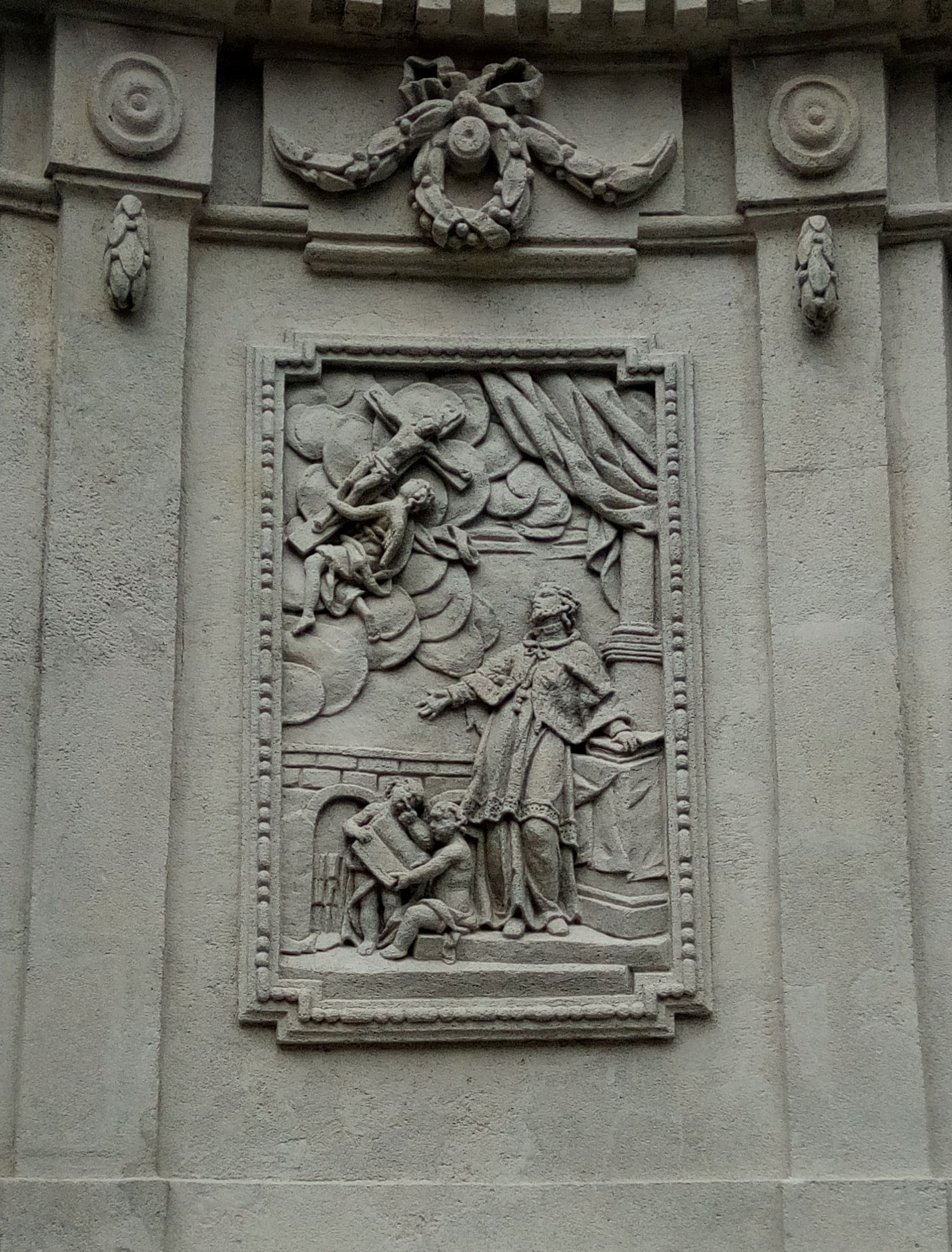
Relief avec Saint Jean Népomucène
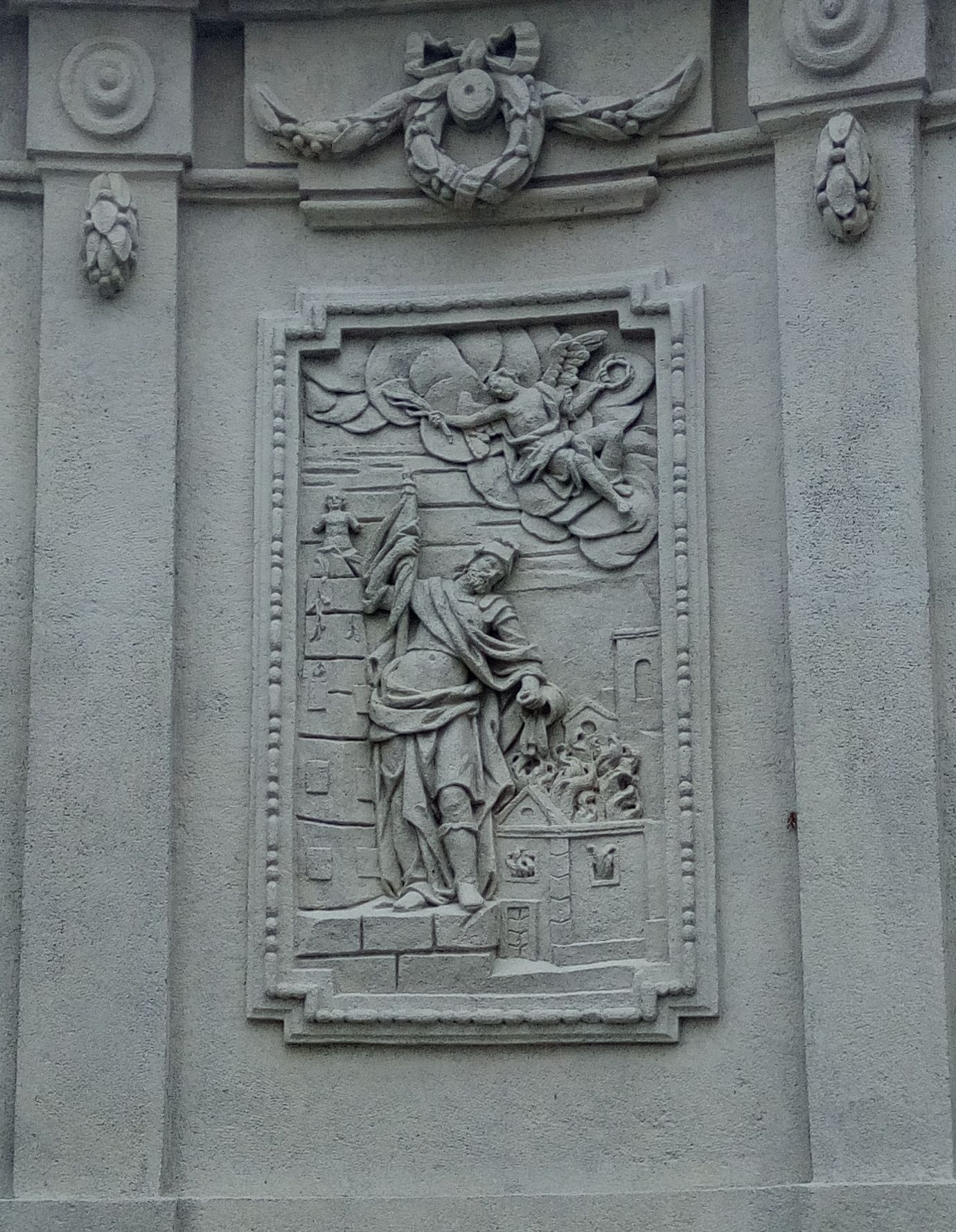
Relief avec Saint Florian
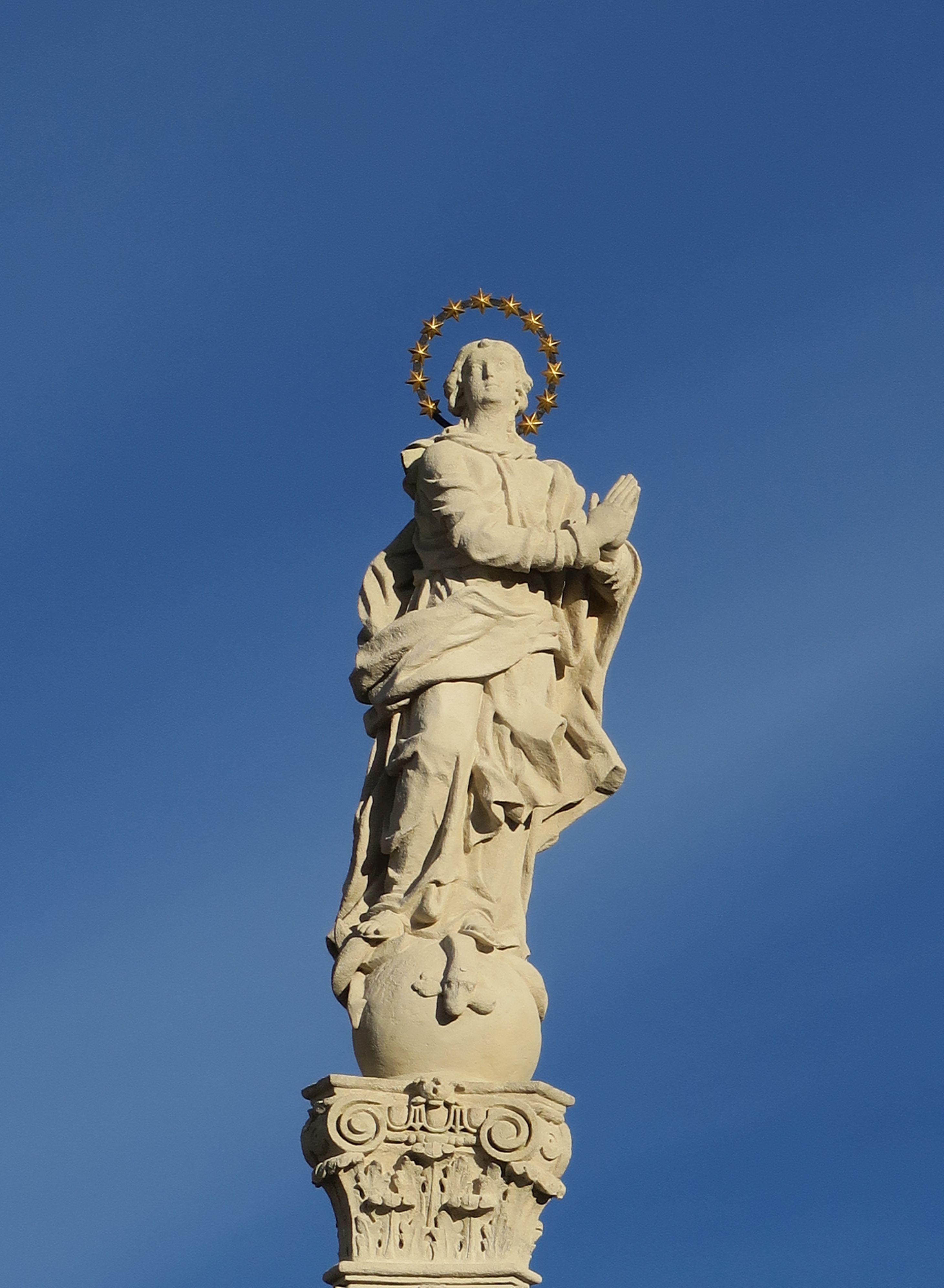
La statue supérieure de la Vierge Marie Immaculée

## Liens
- Ressource relative à l'architecture :   - MonumNet

- Sloup v katalogu Národního památkového ústavu